# Habitatge al carrer de la Volta, 6 (Ullà)
L'Habitatge al Carrer de la Volta, 6 és una obra amb elements renaixentistes d'Ullà (Baix Empordà) inclosa a l'Inventari del Patrimoni Arquitectònic de Catalunya.

## Descripció
Gran casal de planta baixa, pis i golfes, amb ràfec sobresortint i coberta de teula a dues vessants, amb el carener paral·lel a la línia de façana.
És un element molt remarcable el portal d'accés, d'arc de mig punt, així com les finestres allindades, emmarcades en pedra.

## Història
L'edifici reflecteix diverses èpoques de construcció en els tipus de parament de la façana. A les obertures hi ha dates dels segles xviii i xix. A la llinda d'una finestra hi ha la inscripció "Antoni Pons me fecit 1702".